# Watusalam
Watusalam is een bestuurslaag in het regentschap Pekalongan van de provincie Midden-Java, Indonesië. Watusalam telt 3661 inwoners (volkstelling 2010).